# Веселий Гай (Охтирський район)
Веселий Гай — село в Україні, у Чернеччинській сільській громаді Охтирського району Сумської області. Населення становить 420 осіб. Колишній орган місцевого самоврядування — Височанська сільська рада.

## Географія
Село Веселий Гай знаходиться на березі річки Охтирка, вище за течією примикає село Кудряве, нижче за течією на відстані 1 км розташоване село Високе. Поруч проходить автомобільна дорога Р46.

## Історія
12 червня 2020 року, відповідно до розпорядження Кабінету Міністрів України № 723-р «Про визначення адміністративних центрів та затвердження територій територіальних громад Сумської області», село увійшло до складу Черниччинської сільської громади.
19 липня 2020 року, в результаті адміністративно-територіальної реформи та ліквідації Охтирського району(1923—2020), село увійшло до складу новоутвореного Охтирського району.

## Населення

### Мова
Розподіл населення за рідною мовою за даними перепису 2001 року:
| Мова       | Відсоток |
| ---------- | -------- |
| українська | 95,00 %  |
| російська  | 4,52 %   |
| інші       | 0,48 %   |

## Постаті
Похований Жмурко Юрій Володимирович (1977—2022) — солдат Збройних Сил України, учасник російсько-української війни.